# Trittico del Calvario (Cordova)
Il Trittico del Calvario è un trittico di un pittore sconosciuto realizzato nel XVI secolo per il Convento di Santa Chiara e successivamente conservato al Museo de Bellas Artes a Cordova, in Spagna.
Il trittico raffigura delle scene evangeliche: l'orazione nel Getsemani, la crocifissione di Gesù e la flagellazione di Gesù.

## Descrizione e stile
Nel primo pannello, intitolato Orazione nell'orto, Gesù viene mostrato mentre prega nell'orto del Getsemani con un piccolo angelo nel cielo recante in mano un calice. Sono presenti anche gli apostoli San Giacomo, San Giovanni e San Pietro addormentati.
Il pannello centrale, intitolato Calvario con Santa Caterina d'Alessandria, viene mostrato Gesù crocifisso. Al ceppo della croce si trova, in ginocchio, Santa Maria Maddalena che abbraccia la croce. Maria è in piedi, con un panno in mano per asciugarsi le lacrime, assieme a San Giovanni che prega. Santa Caterina d'Alessandria prega genuflessa.
Nel terzo pannello, intitolato Cristo legato alla colonna, Gesù appare legato a una colonna. L'apostolo San Pietro è in ginocchio, prega e guarda Gesù alla colonna. Appare anche un donatore inginocchiato in preghiera, che si ritiene essere l'arcidiacono Miguel Díaz.

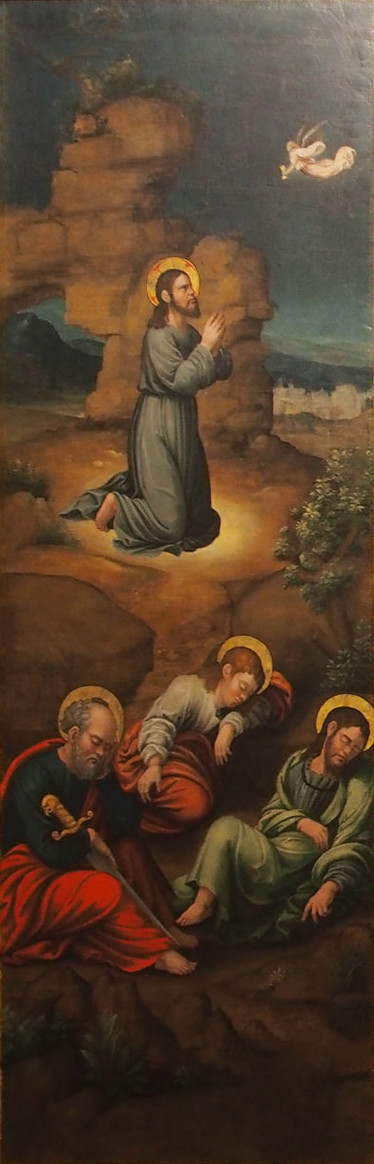
Orazione nell'orto.
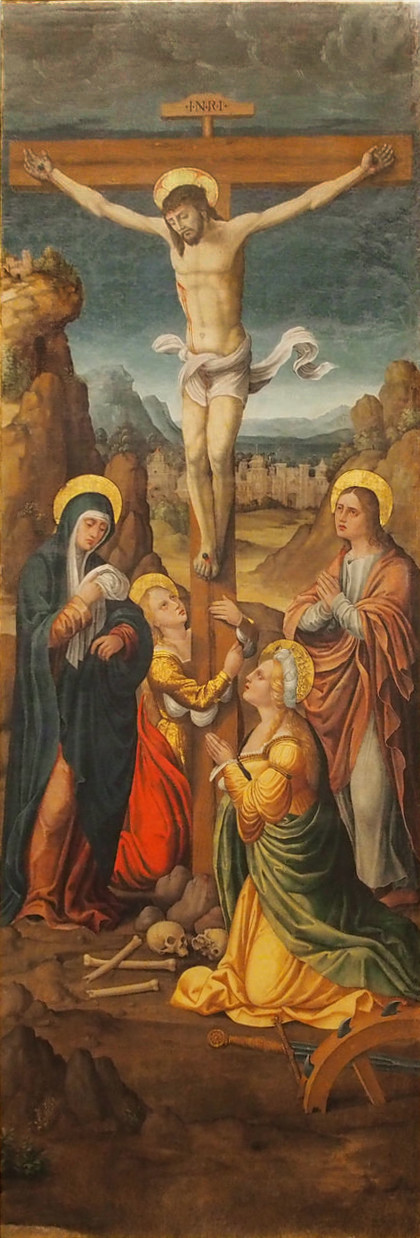
Calvario con Santa Catalina d'Alessandria.
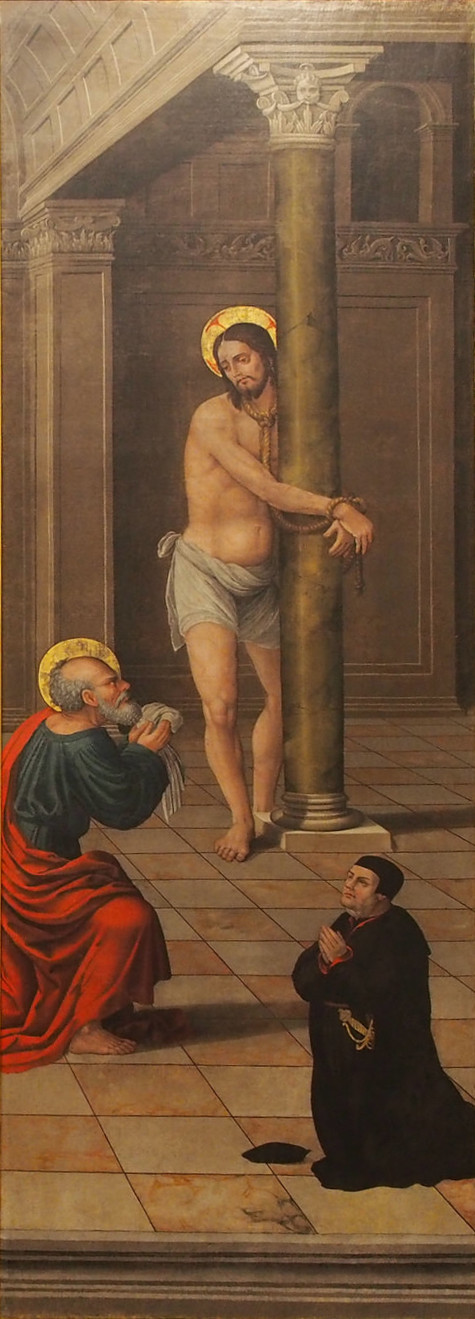
Gesù legato alla colonna.